# Garay Asadov
Garay Latif oglu Asadov (în azeră Gəray Lətif oğlu Əsədov, în rusă Герай Лятиф оглы Асадов; n. 1923, Şahsevən⁠(d), uezdul Djebrailski⁠(d), Elisabethpol Governorate⁠(d), Imperiul Rus – d. 12 octombrie 1944, Marghita, Regatul Ungariei) a fost un sergent azer în Armata Roșie, distins postum cu titlul de Erou al Uniunii Sovietice. Asadov a obținut acest titlu la 24 martie 1945 pentru acțiunile sale din timpul Bătăliei pentru Debrețin. S-a raportat că el a ucis 16 militari germani și a fost ucis în timp ce acoperea ambrazura unui cuib de mitralieră cu propriul său corp.

## Tinerețea
Asadov s-a născut în 1923 în satul Şahsevən din raionul Beyləqan, într-o familie de etnie azeră. A absolvit studii primare, iar după absolvire a lucrat la un colhoz.

## Al Doilea Război Mondial
Asadov a fost mobilizat în Armata Roșie în 1942 și a luptat pe front începând din luna iunie. A luat parte la Bătălia de la Kursk și în luptele pentru capturarea Ucrainei de pe malul drept și a Moldovei. Asadov a devenit pușcaș în Regimentul 281 Pușcași de Gardă din cadrul Diviziei 93 Pușcași de Gardă. În octombrie 1944 el a luptat în Bătălia pentru Debrețin.
La 6 octombrie, în timpul luptei pentru eliberarea satului Vlaha, aflat la 10 kilometri sud-vest de Cluj, Asadov a luat cu asalt poziția inamică și a ucis mai mult de 10 militari germani prin aruncarea de grenade. În timpul Bătăliei pentru Huedin, el a omorât echipajul unui mortier german și a deschis cu acesta focul asupra trupelor germane, ucigând mai mult de 24 de militari germani. Pentru acțiunile sale de la Huedin, Asadov a primit post-mortem Ordinul Steagul Roșu la 30 noiembrie 1944. La 12 octombrie, în timpul luptei pentru eliberarea orașului Marghita, un grup de soldați conduși de Asadov a luptat cu o forță germană de 40 de oameni. Trupele sovietice au atacat, aruncând grenade asupra cuibului de mitralieră inamic, ucigând 16 militari germani și capturând alți militari. Mitraliera a redeschis focul, împiedicând înaintarea trupelor sovietice. Mai târziu în acea zi, în lupta de la gară, Asadov a rămas fără grenade și, într-un act sinucigaș, strigând „Înainte, pentru patrie!”, a acoperit cu corpul său ambrazura cuibului de mitralieră german. La 24 martie 1945 i s-a acordat postum titlul de Erou al Uniunii Sovietice și Ordinul Lenin.

## Cinstirea memoriei sale
O școală secundară și un sovhoz din satul natal Şahsevən a primit numele lui Asadov, ca și o stradă din orașul Beylagan.